# 金沢市内テレビ中継局
金沢市内テレビ中継局（かなざわしないテレビちゅうけいきょく）では、かつて石川県金沢市に置かれていたアナログテレビ中継局について説明する。

## 概要
金沢市内にはUHF送信所及びデジタル送信所である金沢観音堂テレビジョン放送所が置かれているが、かつては｢金沢卯辰山局｣、｢金沢御所局｣、「金沢神谷内（かみやち）局」、「金沢伏見ケ丘局」及び「金沢吉原局」の5局のアナログテレビ中継局が置かれていた。

## 送信施設概要

### 金沢卯辰山局
所在地： 金沢市末広町（卯辰山・覚林寺境内）
| チャンネル | 放送局名           | 空中線電力        | ERP  | 放送対象 地域 | 放送区域 内世帯数 |
| ---------- | ------------------ | ----------------- | ---- | ------------- | ----------------- |
| 49ch       | NHK 金沢教育       | 映像30W/ 音声7.5W | 不明 | 全国          | 不明              |
| 51ch       | NHK 金沢総合       | 映像30W/ 音声7.5W | 不明 | 石川県        | 不明              |
| 53ch       | MRO 北陸放送       | 映像30W/ 音声7.5W | 不明 | 石川県        | 不明              |
| 55ch       | ITC 石川テレビ放送 | 映像30W/ 音声7.5W | 不明 | 石川県        | 不明              |
| 57ch       | KTK テレビ金沢     | 映像30W/ 音声7.5W | 不明 | 石川県        | 不明              |
| 59ch       | HAB 北陸朝日放送   | 映像30W/ 音声7.5W | 不明 | 石川県        | 不明              |

- 2011年7月24日をもってすべて廃止された。

### 金沢御所局
所在地： 金沢市御所町（星稜高校北東高地）
| チャンネル | 放送局名           | 空中線電力        | ERP  | 放送対象 地域 | 放送区域 内世帯数 |
| ---------- | ------------------ | ----------------- | ---- | ------------- | ----------------- |
| 39ch       | KTK テレビ金沢     | 映像1W/ 音声0.25W | 不明 | 石川県        | 不明              |
| 41ch       | ITC 石川テレビ放送 | 映像1W/ 音声0.25W | 不明 | 石川県        | 不明              |
| 43ch       | MRO 北陸放送       | 映像1W/ 音声0.25W | 不明 | 石川県        | 不明              |
| 45ch       | NHK 金沢総合       | 映像1W/ 音声0.25W | 不明 | 石川県        | 不明              |
| 47ch       | NHK 金沢教育       | 映像1W/ 音声0.25W | 不明 | 全国          | 不明              |

- 2011年7月24日をもってすべて廃止された。
- HABにはチャンネルが割り当てられておらず、金沢親局を受信していた。

### 金沢神谷内局
所在地： 金沢市柳橋町（葵団地北方高地）
| 放送局名           | チャンネル | ERP                  | 空中線電力 | 放送対象 地域 | 放送区域 内世帯数 |
| ------------------ | ---------- | -------------------- | ---------- | ------------- | ----------------- |
| NHK 金沢総合       | 60ch       | 映像0.1W/ 音声0.025W | 不明       | 石川県        | 不明              |
| NHK 金沢教育       | 62ch       | 映像0.1W/ 音声0.025W | 不明       | 全国          | 不明              |
| MRO 北陸放送       | 56ch       | 映像0.1W/ 音声0.025W | 不明       | 石川県        | 不明              |
| ITC 石川テレビ放送 | 58ch       | 映像0.1W/ 音声0.025W | 不明       | 石川県        | 不明              |
| KTK テレビ金沢     | 52ch       | 映像0.1W/ 音声0.025W | 不明       | 石川県        | 不明              |
| HAB 北陸朝日放送   | 54ch       | 映像0.1W/ 音声0.025W | 不明       | 石川県        | 不明              |

- 2011年7月24日をもってすべて廃止された。

### 金沢伏見ケ丘局
所在地： 金沢市山科町（山科の大桑層化石産地と甌穴付近）
| 放送局名           | チャンネル | ERP                  | 空中線電力 | 放送対象 地域 | 放送区域 内世帯数 |
| ------------------ | ---------- | -------------------- | ---------- | ------------- | ----------------- |
| NHK 金沢総合       | 41ch       | 映像0.1W/ 音声0.025W | 不明       | 石川県        | 不明              |
| NHK 金沢教育       | 39ch       | 映像0.1W/ 音声0.025W | 不明       | 全国          | 不明              |
| MRO 北陸放送       | 43ch       | 映像0.1W/ 音声0.025W | 不明       | 石川県        | 不明              |
| ITC 石川テレビ放送 | 45ch       | 映像0.1W/ 音声0.025W | 不明       | 石川県        | 不明              |

- 2011年7月24日をもってすべて廃止された。
- KTK及びHABにはチャンネルが割り当てられておらず、金沢親局を受信していた。

### 金沢吉原局
所在地： 金沢市吉原町（北陸本線森本駅南方高地）
| 放送局名     | チャンネル | ERP                  | 空中線電力 | 放送対象 地域 | 放送区域 内世帯数 |
| ------------ | ---------- | -------------------- | ---------- | ------------- | ----------------- |
| NHK 金沢総合 | 59ch       | 映像0.1W/ 音声0.025W | 不明       | 石川県        | 不明              |
| NHK 金沢教育 | 61ch       | 映像0.1W/ 音声0.025W | 不明       | 全国          | 不明              |
| MRO 北陸放送 | 55ch       | 映像0.1W/ 音声0.025W | 不明       | 石川県        | 不明              |

- 2011年7月24日をもってすべて廃止された。
- ITC、KTK及びHABにはチャンネルが割り当てられておらず、金沢親局を受信していた。

## 地上デジタルテレビ放送
- いずれも金沢親局を受信することになる[1]。